# Île de Ré

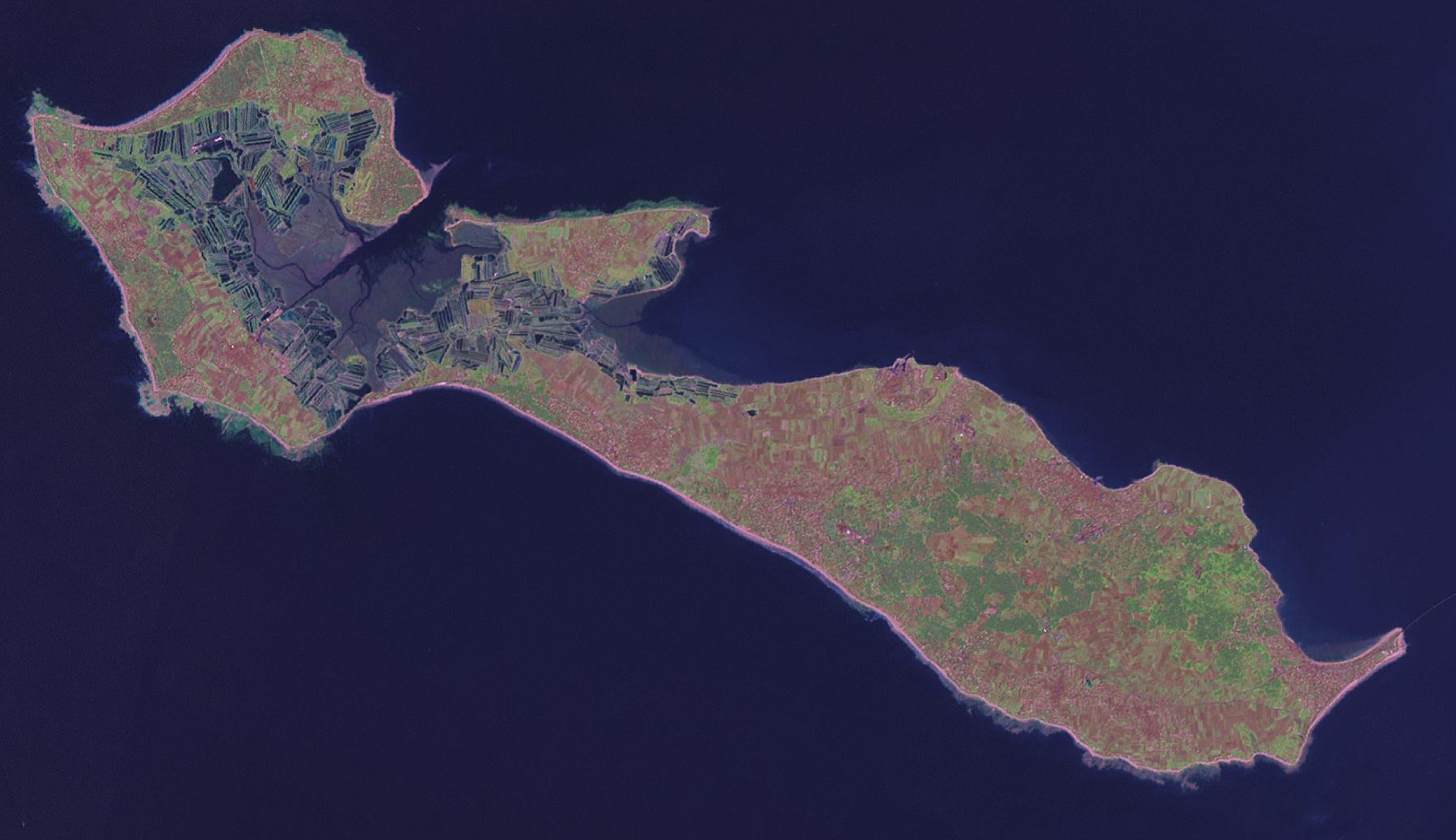
Satellietfoto van het eiland (NASA)

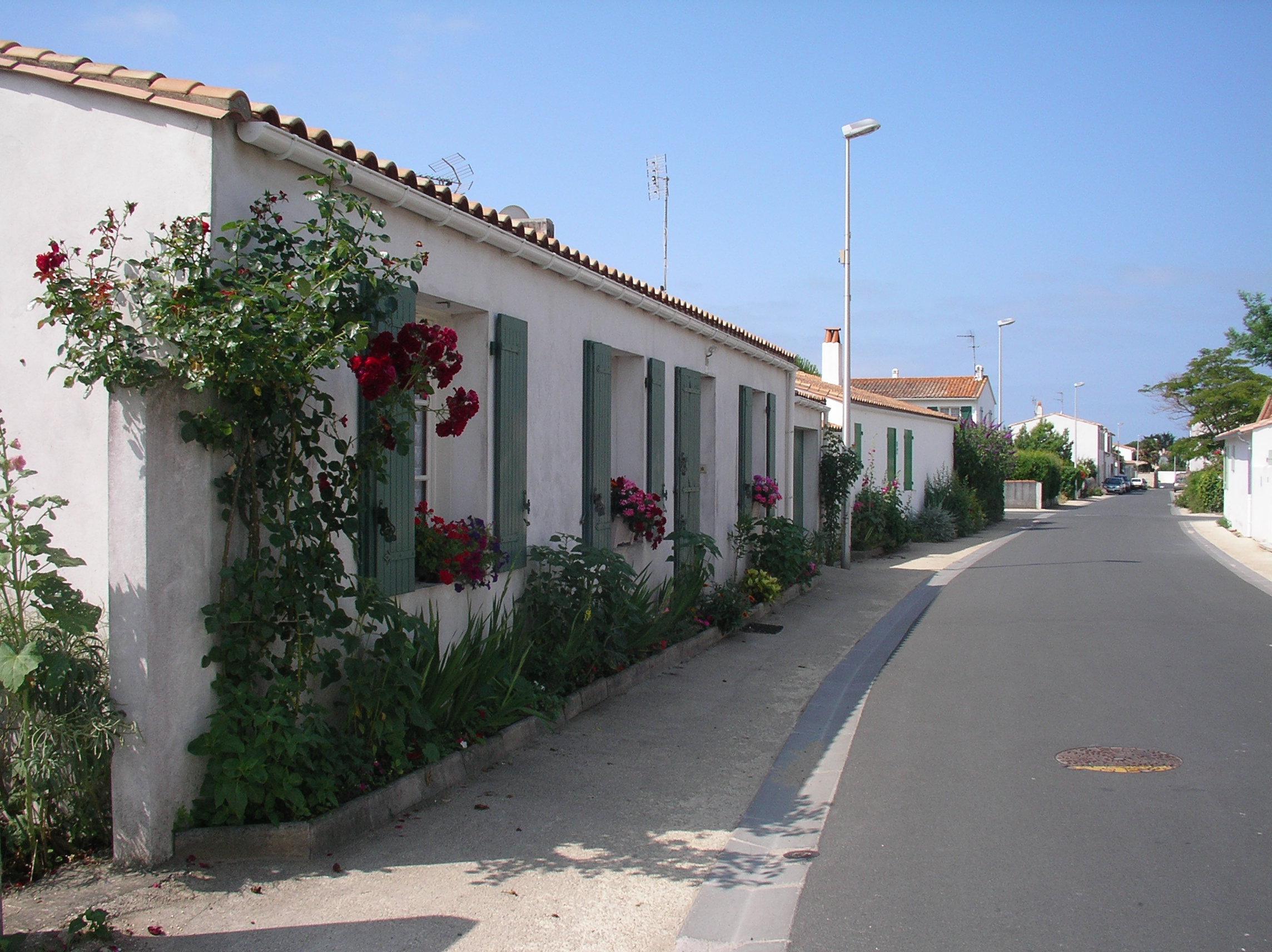
Typische huizen voor het eiland

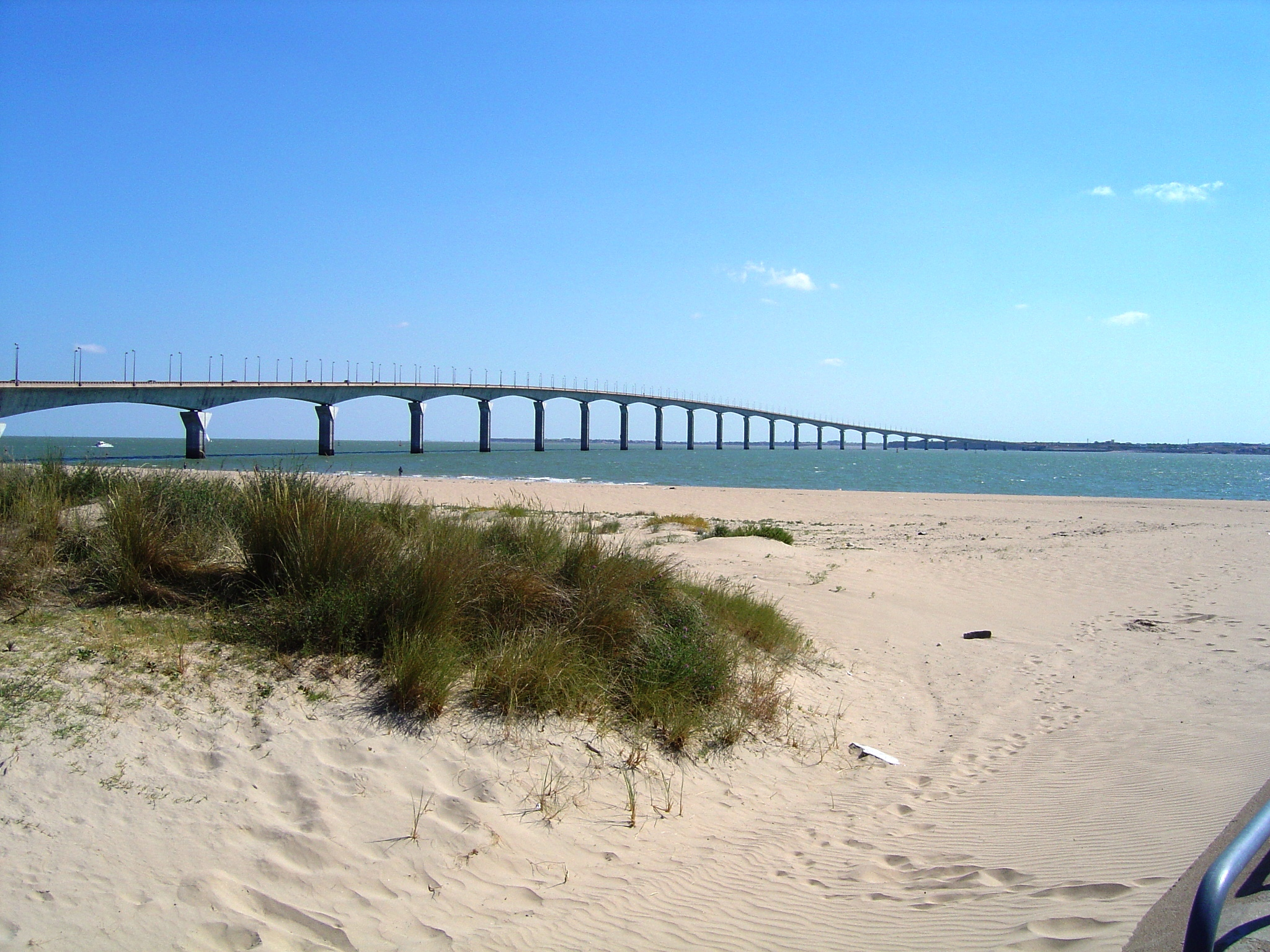
De brug naar het eiland

Île de Ré ligt in de regio Nouvelle-Aquitaine in het departement Charente-Maritime. Île de Ré is een vakantie-eiland dat sinds 1988 vanaf het vasteland van Frankrijk (La Rochelle) is te bereiken via een lange tolbrug. Typisch voor Île de Ré zijn de witte huisjes met het groene houten luiken en daken met oranje dakpannen, de nog steeds ambachtelijke zoutwinning, de lokale wijnbouw en de visserij. Op het eiland bevinden zich verschillende historische, militaire gebouwen als bewijs van het vroegere strategische belang van het eiland.

## Geografie
Het eiland heeft een lengte van ongeveer 26 km en de breedte varieert tussen 70 meter en 5 km. De kustlijn is ca. 100 km lang. De oppervlakte is 85 km². Het aantal inwoners is ongeveer 17.000. Het eiland scheidt de zeestraten Pertuis breton in het noorden en Pertuis d'Antioche in het zuiden. Op het noordelijk deel van het eiland bevinden zich de baaien Fier d'Ars en Rade de Saint-Martin.

## Bestuur
De oppervlakte van het eiland is verdeeld over tien gemeenten (van oost naar west):
- langs de noordkant: Rivedoux-Plage, La Flotte-en-Ré, Saint-Martin-de-Ré, Loix, Ars-en-Ré, Les Portes-en-Ré.
- langs de zuidkant: Sainte-Marie-de-Ré/La Noue, Le Bois-Plage-en-Ré, La Couarde-sur-Mer.
- op de westelijke punt: Saint-Clément-des-Baleines.

## Natuur
Het eiland is een belangrijke stopplaats voor trekvogels. In 1980 werd het natuurreservaat Réserve naturelle nationale de Lilleau des Niges in de beschutte baai Fier d'Ars opgericht. Deze ondiepe baai van 800 hectare met zoutmoerassen is bijna volledig beschut van de zee en is ontstaan door het aanleggen van dijken voor zoutwinning in de Middeleeuwen. Verder is het Forêt de Trousse Chemise, een gemengd bos van eiken en dennen van 26 hectare, beschermd als réserve biologique domaniale.
Op de stranden van Ré zijn in het verleden regelmatig walvissen aangespoeld, de laatste keer in 1922.

## Geschiedenis
Door zijn ligging bij de zeestraat Pertuis breton en voor de haven van La Rochelle had het eiland een strategisch belang. Het Fort La Prée uit de 17e eeuw is het oudste fort van het eiland en werd gebouwd met stenen van de nabijgelegen cisterciënzer abdij van Châteliers. Het fort werd gebruikt door het Franse leger bij het Beleg van La Rochelle (1627-1628). Het weerstond een aanval van de Engelsen in 1627 bij een poging de belegerde hugenoten in La Rochelle te ontzetten. Later in de 17e eeuw werd de Vesting van Saint-Martin-de-Ré gebouwd naar plannen van Vauban.
Tot de jaren 60 leefden de inwoners van het eiland afgelegen en armoedig, zonder elektriciteit of stromend water. Sindsdien, met de komst van het toerisme, is de bevolking toegenomen en is de levensstandaard aanzienlijk verbeterd. Sinds 1988 is het eiland helemaal ontsloten door de tolbrug die het verbindt met La Rochelle. De brug is 2,6 kilometer lang en werd in 20 maanden gebouwd door Bouygues. Op het hoogste punt ligt de brug 42 meter boven de zeespiegel en op 19 mei 1988 werd de brug officieel voor het verkeer geopend.
- Bibliothèque nationale de France: cb11942462t (data)
- Gemeinsame Normdatei: 4076542-8
- Library of Congress Control Number: n82106031
- Nationale Bibliotheek van Tsjechië: ge752457
- Nationale Bibliotheek van Israël: 987007555271005171
- Système universitaire de documentation: 027367606
- Virtual International Authority File: 170056727